# Constanza de Francia
Constanza de Francia (1128-1180) era la única hija de Luis VI de Francia y su segunda esposa Adela de Saboya. Ella es también conocida como Constanza Capeto.

## Familia
Entre los hermanos de Constanza están: Luis VII de Francia,  Felipe de Francia,  Enrique de Francia, Roberto I de Dreux, otro  Felipe de Francia y Pedro de Courtenay.
Sus abuelos maternos eran Humberto II de Saboya y Gisela de Borgoña. Sus abuelos paternos eran Felipe I de Francia y Berta de Holanda.

## Primer matrimonio
En febrero de 1140, se casó con Eustaquio IV de Boulogne en París, Francia. Eustaquio fue nombrado caballero en 1147, fecha en la que probablemente tenía dieciséis a dieciocho años de edad. En 1151 se unió al hermano de Constanza, Luis, en un ataque fallido a Normandía, que habían aceptado el título de la emperatriz Matilde (una de las muchas Matildes de la época), y ahora fue defendida por su marido, Godofredo V de Anjou.
La pareja no tuvo hijos y Eustaquio murió en 1153.

## Segundo matrimonio
En 1154, Constanza se volvió a casar después de un año de viudez, con Raimundo V de Tolosa, siendo su primera esposa.
Raimundo fue implicado en la crisis cátara. En 1176, Guillermo, el Obispo de Albi organizó el Consejo de Lombers, a la que asistieron los clérigos y príncipes, entre ellos Raimundo de Trencavel, Raimundo V, y Constanza, y los representantes de los cátaros. La crisis más tarde llevó a la cruzada contra los albigenses.
Raimundo y Constanza tuvieron cuatro hijos, que fueron:
1. Raimundo VI, quien sucedió a su padre
2. Aubri, murió 1180
3. Adelaida o Azalais de Tolosa, que se casó con Roger II Trencavel en 1171 y murió en 1199
4. Balduino de Tolosa, nacido en 1165, ejecutado por orden de Raimundo VI en 1214
5. Laura murió 1230 casada con Odo de Comminger d.1215

Debido a que Raimundo V estaba relacionado con Constanza dentro de los grados prohibidos, fueron separados por la autoridad eclesiástica en 1165. Raimundo V después se casó con Riquilda de Polonia, que había enviudado dos veces antes.
Constanza murió en 1176, a los 51 o 52 años y para entonces su hermano,  Luis era rey de Francia.